# رشيد إل حموشي
رشيد الحموشي (بالفرنسية : Rachid ElHammouchi) هو لاعب كرة قدم مغربي في مركز ظهير ‏، ولد في 12 سبتمبر 1981 في مولهايم أن در رور في ألمانيا. لعب مع ألمانيا آخن وفورتونا سيتارد ونادي فوبرتال الرياضي.

## وصلات خارجية
- رشيد الحموشي على موقع قاعدة بيانات كرة القدم.إي يو (الإنجليزية)
- رشيد الحموشي على موقع بيانات كرة القدم. دي إي (الألمانية)
- رشيد الحموشي على موقع عالم كرة القدم.نت (الإنجليزية)